# 房暠
房（？—944年），中国五代十国时期政权后唐和后晋官员，在后唐末帝李从珂年间任枢密使。

## 家世
房暠生年不详，唐朝都城长安人氏。年轻时为宰相崔胤家臣，后因避乱（可能指天祐元年（904年）崔胤死于大军阀宣武军节度使朱全忠之手）客居蒲州。

## 后唐年间
后唐明宗李嗣源天成元年（926年），李嗣源任养子李从珂为护国军留后。李从珂赴任时，房暠迎谒于路左，请求做他的幕僚，李从珂感到高兴，命他负责宾客。
当时凤翔有盲人张濛自称懂术数，能通神，房暠很相信他。一天张濛到府，听到李从珂说话声，骇然说：“这不是人臣啊。”房暠询问，张濛便传神语说：“三珠并一珠，驴马没人驱，岁月甲庚午，中兴戊己土。”房暠请求解释，张濛又称不知神言。长兴四年（933年）五月，凤翔府廨诸门无故自动，人们都惊异，派房暠问张濛，张濛说：“衙署有小异动不要奇怪，不出三日，当有恩命。”当夜报至，李从珂被封为潞王。
应顺元年（934年），房暠与节度判官韩昭胤、掌书记李专美、牙将宋审虔、孔目官刘延朗共佐李从珂推翻时任皇帝即他的养弟、明宗亲子李从厚，成为皇帝。李从珂见册曰“维应顺元年岁次甲午，四月庚午朔。”就回头看房暠说：“张濛神言甲庚午，不也奇怪吗！”又令房暠与术士解三珠一珠事，得出结论：“三珠指的是三位皇帝；驴马没人驱，指的是失位。”从此房暠愈发被李从珂亲信，以巫祝用事，被任为权知枢密院记，五月又被任为宣徽北院使，当月又以宣徽北院使、检校工部尚书加检校司空，行左威卫大将军，仍为宣徽北院使。清泰二年（935年）四月，为左卫上将军，充宣徽南院使，九月，被任为刑部尚书，充枢密使，与明宗女婿赵延寿为同僚。但刘延朗为宣徽南院使兼枢密副使，相比于房、赵两位正枢密使，李从珂更听从刘延朗和枢密直学士薛文遇，房暠的话只被听取不足三四成。房暠几乎不提建议，随势可否。每每朝廷有大事，如后唐与契丹边境重镇、由赵延寿养父赵德钧管治的卢龙军和由明宗另一女婿石敬瑭管治的河东军遣使入奏时，房暠就睡觉。因此事务都由刘延朗决断。刘延朗趁机向节度使、刺史们索贿，给行贿多的人分配好的任所，将领们因而怨愤于李从珂，李从珂却不知道。但房暠和端明殿学士给事中李崧、吕琦力谏李从珂，阻止他将石敬瑭迁为天平军节度使，认为一旦这么做，石敬瑭将叛，不可。
清泰三年（936年）五月庚寅夜，当时吕琦已不再是端明殿学士，李崧在外，只有薛文遇当值，与李从珂议河东事，趁机说服李从珂，石敬瑭必叛，不如现在就逼他叛了。李从珂同意了，下诏将石敬瑭从河东迁到天平。石敬瑭果然叛乱，在契丹援助下，打败李从珂派去镇压的唐军，进逼都城洛阳。李从珂举家自杀，后唐亡。

## 后晋年间
契丹太宗立石敬瑭为新朝后晋的皇帝。石敬瑭进入洛阳，接管后唐领地。下诏大赦，只将行工部尚书充三司使张延朗、刑部尚书充枢密使刘延皓、刘延朗除外，下令将他们处死。他还另外列出，他认为并未与被他指为以养子身份篡后唐位的李从珂串通一气的官员中书侍郎平章事马胤孙、枢密使房暠、宣徽使李专美、河中节度使韩昭胤，将他们罢官，但並不处死。
天福四年（939年），石敬瑭见自己之前罢免的后唐旧臣陷于贫困，任他们官职，其中房暠被任为右骁卫大将军（《旧五代史》本传作左骁卫大将军），但立即命他们致仕，这样他们就能在不需要回归政府的情况下领取养老俸禄了。石敬瑭侄石重贵继位后，开运元年（944年）春，房暠卒于洛阳。